# Manuel Adler
Manuel Adler Bonifacino (1992) è un pallamanista uruguaiano, portiere del Siracusa e della Nazionale Uruguaiana.